# Derek Sherinian
Derek Sherinian (Laguna Beach, 25 agosto 1966) è un tastierista e produttore discografico statunitense.

## Biografia
Di origini armene, Sherinian ha studiato musica presso il Berklee College of Music. A cavallo degli anni novanta Sherinian si fece notare dal grande pubblico attraverso la collaborazione con Alice Cooper, che lo volle in tour con lui durante quel periodo. In seguito collaborerà anche con i Kiss nel tour promozionale di Revenge durante il quale fu registrato Alive III.
Dopo i Kiss, il tastierista venne invitato dal gruppo progressive metal Dream Theater a partecipare ai provini per rimpiazzare Kevin Moore e, in seguito, fu ingaggiato a tempo determinato come turnista per tutta la durata del tour di supporto all'album Awake. Terminato il tour, i Dream Theater decidono che è l'uomo che fa per loro e viene assunto definitivamente come membro effettivo del gruppo, con cui realizzò l'EP A Change of Seasons e l'album Falling into Infinity. Esaurite le date della tournée del 1998 (dalle quali viene estrapolato l'album dal vivo Once in a LIVEtime), viene allontanato dal gruppo per far spazio a Jordan Rudess.
Dopo l'esperienza passata nei Dream Theater, Sherinian intraprende la carriera da solista, che lo vede lavorare con alcuni dei musicisti più significativi del panorama rock e fusion. Ricordiamo le collaborazioni con Zakk Wylde, Simon Phillips, Steve Lukather, Al Di Meola, Allan Holdsworth, Steve Stevens, Slash, John Sykes e molti altri.
Registra quindi i dischi Planet X, Inertia, Black Utopia, Mythology, Blood of the Snake, Molecular Heinosity e l'ultimo, Oceana. Sullo slancio del primo album da solista, Sherinian fonda i Planet X insieme al batterista Virgil Donati e al chitarrista Tony MacAlpine, che riscuote buoni consensi di pubblico e critica grazie al mix di progressive e fusion, assemblati con uno stile che col tempo diverrà un vero e proprio marchio di fabbrica.
Da segnalare inoltre le collaborazioni ormai stabili con Billy Idol dal 2002 e con il noto chitarrista Yngwie Malmsteen, che lo hanno visto partecipe sia in sede live che in studio. Dal 2010 è membro del supergruppo Black Country Communion che vede impegnati anche Glenn Hughes (ex Deep Purple) alla voce e al basso, Joe Bonamassa alla chitarra e Jason Bonham (ex Airrace) alla batteria.
Nel 2017 ha formato il supergruppo progressive metal Sons of Apollo insieme al batterista Mike Portnoy, suo ex-collega nei Dream Theater. Ad essi si sono uniti anche il bassista Billy Sheehan, il chitarrista Bumblefoot e il cantante Jeff Scott Soto, pubblicando l'album Psychotic Symphony nello stesso anno.
Nel 2020 è tornato sulle scene da solista con l'album in studio The Phoenix.

## Discografia

### Da solista
- 1999 – Planet X
- 2001 – Inertia
- 2003 – Black Utopia
- 2004 – Mythology
- 2006 – Blood of the Snake
- 2009 – Molecular Heinosity
- 2011 – Oceana
- 2020 – The Phoenix
- 2022 – Vortex

### Con i Dream Theater
- 1995 – A Change of Seasons (EP)
- 1997 – Falling into Infinity
- 1998 – Once in a LIVEtime (live)
- 2003 – Los Angeles, California 5/18/98 (live)
- 2004 – Tokyo, Japan 10/28/95 (live)
- 2005 – When Dream and Day Reunite (live 2004)
- 2006 – Old Bridge, New Jersey 12/14/96 (live)
- 2007 – Falling into Infinity Demos 1996-1997 (demo)
- 2009 – The Making of Falling into Infinity (studio)

### Con i Platypus
- 1998 – When Pus Comes to Shove
- 2000 – Ice Circles

### Con gli Explorers Club
- 1999 – Age of Impact

### Con i Planet X
- 2000 – Universe
- 2002 – Live from Oz
- 2002 – Moonbabies
- 2007 – Quantum

### Con i Jughead
- 2002 – Jughead

### Con i Black Country Communion
- 2010 – Black Country Communion
- 2011 – 2
- 2011 – Live Over Europe (live)
- 2012 – Afterglow
- 2017 – BCCIV

### Con i Sons of Apollo
- 2017 – Psychotic Symphony
- 2020 – MMXX

### Altre pubblicazioni
- 1991 – Guitar's Practicing Musicians Vol.2 - Artisti vari
- 1993 – Alive III - Kiss
- 1993 – Gilrock Ranch - Brad Gillis
- 1994 – The Last Temptation - Alice Cooper
- 1995 – To Cry You a Song - A Tribute to Jethro Tull - Artisti vari
- 1997 – Odd Man Out - Pat Torpey
- 1998 – Age of Impact - Explorers Club
- 1999 – Humanitary Stew - A Tribute to Alice Cooper - Artisti vari
- 1999 – Not the Same Old Song and Dance: Tribute to Aerosmith - Artisti vari
- 1999 – A Tribute to Aerosmith - Star Tribute to Aerosmith - Artisti vari
- 2000 – Condition Red - Condition Red
- 2000 – Y2K - Pat Torpey
- 2000 – A Party to the Timess - A Tribute To Prince - Artisti vari
- 2001 – Stone Cold Queen: A Tribute - Artisti vari
- 2002 – Attack - Yngwie Malmsteen
- 2002 – We're a Happy Family - All Star Tribute to Ramones - Artisti vari
- 2002 – Swag - Gilby Clarke
- 2002 – All to Human - Entropy
- 2002 – Jughead - Jughead
- 2002 – A Special Tribute to Pink Floyd - Artisti vari
- 2002 – One Way Street - All Star Tribute to Aerosmith - Artisti Vari
- 2002 – Todd Rundgren and His Friends - Artisti Vari
- 2002 – Too - Einstein
- 2003 – The Seventh Sign - Section A
- 2003 – Ritual - Shaman
- 2003 – Bad Boy Live - John Sykes
- 2004 - Days of the Rising Doom - Aina
- 2004 – The Power and the Myth - House of Lords
- 2005 – Devil's Playground - Billy Idol
- 2006 – Happy Holidays - Billy Idol
- 2006 – World's Greatest Tribute to Ted Nugent - Artisti Vari
- 2008 – 01011001 - Ayreon
- 2008 – Perpetual Flame - Yngwie Malmsteen
- 2008 – Idolize Yourself - Billy Idol
- 2009 – Pulse for a Graveheart - Mind Key
- 2010 – Relocator - Relocator
- 2012 – Harmagedon - Affector
- 2021 – Immortal - Michael Schenker Group
- 2021 – War of the Jewels - Ainur
- 2022 – All You Can Hit - Gunash
- 2022 - Last Goodbye - STR8

## Videografia
- 1989 – Trashes the World - Alice Cooper
- 1992 – Fusi di testa
- 2005 – When Dream and Day Reunite - Dream Theater
- 2011 – Live Over Europe - Black Country Communion